# Au Revoir (singel)
Au Revoir – piosenka wykonywana przez niemieckie trio Cascada. Pochodzi ona z czwartego albumu grupy Original Me (2011). Tekst do niej został napisany przez DJ Maniana i Yanou, a została ona wydana w formacie digital download 23 września 2011. Piosenka spotkała się z pozytywnymi recenzjami wśród krytyków, przy czym większość z nich chwaliła ją za eksperymentalne brzmienia. Znalazła się ona na #73 pozycji na liście German Singles Chart i na #31 w Australian Singles Chart. Teledysk towarzyszący singlowi reżyserował Lex Halaby. Jego premiera miała miejsce w Clubland TV w Wielkiej Brytanii.

## Lista utworów
digital download
1. „Au Revoir” (Radio Edit) – 3:08
2. „Au Revoir” (DJ Gollum Radio Edit) – 3:28
3. „Au Revoir” (Mondo Radio Edit) – 3:26
4. „Au Revoir” (DJ Gollum Remix) – 4:56
5. „Au Revoir” (Mondo Remix) – 5:31
6. „Au Revoir” (Music video) – 3:00